# Дизьмино
Дизьмино — село в Ярском районе Удмуртии. Административный центр Дизьминского сельского поселения.

## География
Село находится на северо-западе республики, на расстоянии примерно 3 км (по прямой) к юго-востоку от посёлка Яр, административного центра района.

### Часовой пояс
Село Дизьмино, как и вся Удмуртия, находится в часовой зоне МСК+1. Смещение применяемого времени относительно UTC составляет +4:00.

## Население
| 2010 | 2012  |
| ---- | ----- |
| 1413 | ↘1380 |

### Национальный состав
Согласно результатам переписи 2002 года, в национальной структуре населения русские составляли 35 %, удмурты — 62 % из 1562 чел.

## Улицы
| - ул. Берёзовая, - ул. Гагарина, - ул. Гущинская, - ул. Дизьминская, - ул. Дружбы, | - ул. Железнодорожная, - ул. Заводская, - ул. Комсомольская, - ул. Логовая, - ул. Мира, | - ул. Молодёжная, - ул. Подгорная, - ул. Полевая, - ул. Речная, - ул. Сосновская, | - ул. Удмуртская, - ул. Уральская, - ул. Чепецкая, - ул. Школьная, - ул. Юбилейная. |